# Wilhelm von Leeb
Wilhelm Josef Franz Ritter von Leeb (Landsberg am Lech, 5 de septiembre de 1876 - Füssen, 29 de abril de 1956) fue un mariscal de campo alemán que combatió en la Primera y en la Segunda Guerra Mundial. Leeb fue un oficial muy condecorado en la Primera Guerra Mundial y recibió la Orden Militar de Max Joseph, que le otorgó el título de nobleza. En la Invasión de Francia, comandó el Grupo de Ejércitos C, responsable del avance a través de la Línea Maginot.
Durante la Operación Barbarroja, la invasión de la Unión Soviética, Leeb comandó el Grupo de Ejércitos Norte, que avanzó a través de los Estados bálticos hacia Leningrado (actual San Petersburgo), y finalmente asedió la ciudad. Las unidades bajo el mando de Leeb cometieron crímenes de guerra contra la población civil y cooperaron estrechamente con las SS Einsatzgruppen, escuadrones de la muerte encargados principalmente del asesinato de la población judía como parte del Holocausto y de otros civiles soviéticos considerados por los nazis como «indeseables».
Leeb fue beneficiario del plan de soborno de Adolf Hitler para los oficiales superiores de la Wehrmacht, y recibió obsequios secretos y extralegales de 250 000 Reichsmark en 1941 y de una casa de campo valorada en 638 000 Reichsmark en 1943. Después de la guerra, fue juzgado en el Juicio del Alto Mando como parte de los juicios posteriores de Núremberg. Fue condenado por transmitir el Decreto Barbarroja y su aplicación penal por unidades subordinadas y condenado a tres años de prisión cumplida.

## Primera Guerra Mundial
Leeb nació en 1876 en Landsberg am Lech como Wilhelm Josef Franz Leeb en una familia católica. Wilhelm se unió al Ejército de Baviera en 1895. Tras ser destinado a artillería, sirvió en China durante la Rebelión de los Bóxers. Entre 1907 y 1913, asistió a la Academia de Guerra de Baviera (1907-1909) y sirvió en el Estado Mayor en Berlín (1909-1911). Fue ascendido a capitán y sirvió como comandante de batería en el X Regimiento de Artillería de Campo Bávaro en Erlangen (1912-1913).
Al estallar la Primera Guerra Mundial, Leeb se reincorporó al ejército bávaro. Sirvió en el Frente Oriental (Primera Guerra Mundial), donde se distinguió en la Ofensiva Gorlice-Tarnów, la captura de la fortaleza Przemyśl y la campaña en Serbia. En 1915, se le concedió la Orden Militar de Max Joseph, lo cual le confirió un título de nobleza; El apellido de Leeb cambió a «Ritter von Leeb». Después de la guerra, Leeb permaneció en el Reichswehr, el ejército de la República de Weimar. Antes del ascenso de Adolf Hitler al poder, Leeb estaba al mando del distrito militar que cubría Baviera.

## Segunda Guerra Mundial
En julio de 1938, recibió el mando del 12.º Ejército, que participó en la crisis de los Sudetes. Al comienzo de la guerra, Ritter von Leeb, de 63 años, era el segundo general de mayor edad después de Gerd von Rundstedt, que tenía 64 años. En el verano de 1939, Leeb recibió el mando del Grupo de Ejércitos C y fue ascendido a Generaloberst el 1 de noviembre de 1939. Se opuso a los planes para la ofensiva de 1940 a través de los Países Bajos neutrales escribiendo: «El mundo entero se volverá contra Alemania, que por ¡Segunda vez en 25 años ataca a la neutral Bélgica! Alemania, cuyo gobierno aceptó solemnemente y prometió la preservación y el respeto de esta neutralidad hace solo unas semanas». Durante esa batalla, sus tropas atravesaron la Línea Maginot. Leeb fue ascendido al rango de Generalfeldmarschall durante la Ceremonia del Mariscal de Campo de 1940 y recibió la Cruz de Caballero de la Cruz de Hierro.

### Invasión de la Unión Soviética
Durante la Operación Barbarroja - la invasión planeada de la Unión Soviética - Leeb recibió el mando del Grupo de Ejércitos Norte para invadir los Estados bálticos y capturar Leningrado. Leeb fue uno de los más de 200 oficiales superiores que el 30 de marzo de 1941 asistieron a un discurso en el que Hitler expuso sus planes para una guerra de aniquilación («Vernichtungskrieg») ideológica contra la Unión Soviética.

#### Estados bálticos
En junio de 1941, el Grupo de Ejércitos Norte, compuesto por el 4.º Grupo Panzer, el 16.º Ejército y el 18.º Ejército, abrumaron las defensas soviética en la frontera y avanzaron rápidamente a través de los estados bálticos, capturando Kaunas y Riga antes del 1 de julio de ese año. Como comandante del grupo de ejércitos, Leeb tenía jurisdicción sobre el área de operaciones militares y sobre el área de la retaguardia norte del Grupo de ejércitos. A fines de junio y principios de julio de 1941, Franz von Roques, el comandante de la retaguardia, informó a Leeb de las masacres de judíos por parte del Einsatzgruppe A, los auxiliares lituanos y los soldados del 16.º Ejército en las afueras de Kaunas. Leeb anotó en su diario después que todo lo que podía hacer era «mantener la distancia» y que los dos hombres acordaron que podría ser «más humano» esterilizar a los hombres judíos. Leeb aprobó el asesinato de hombres judíos, alegando que sus supuestos crímenes durante la ocupación soviética de Lituania lo justificaban, pero que el asesinato de mujeres y niños podría haber sido excesivo.

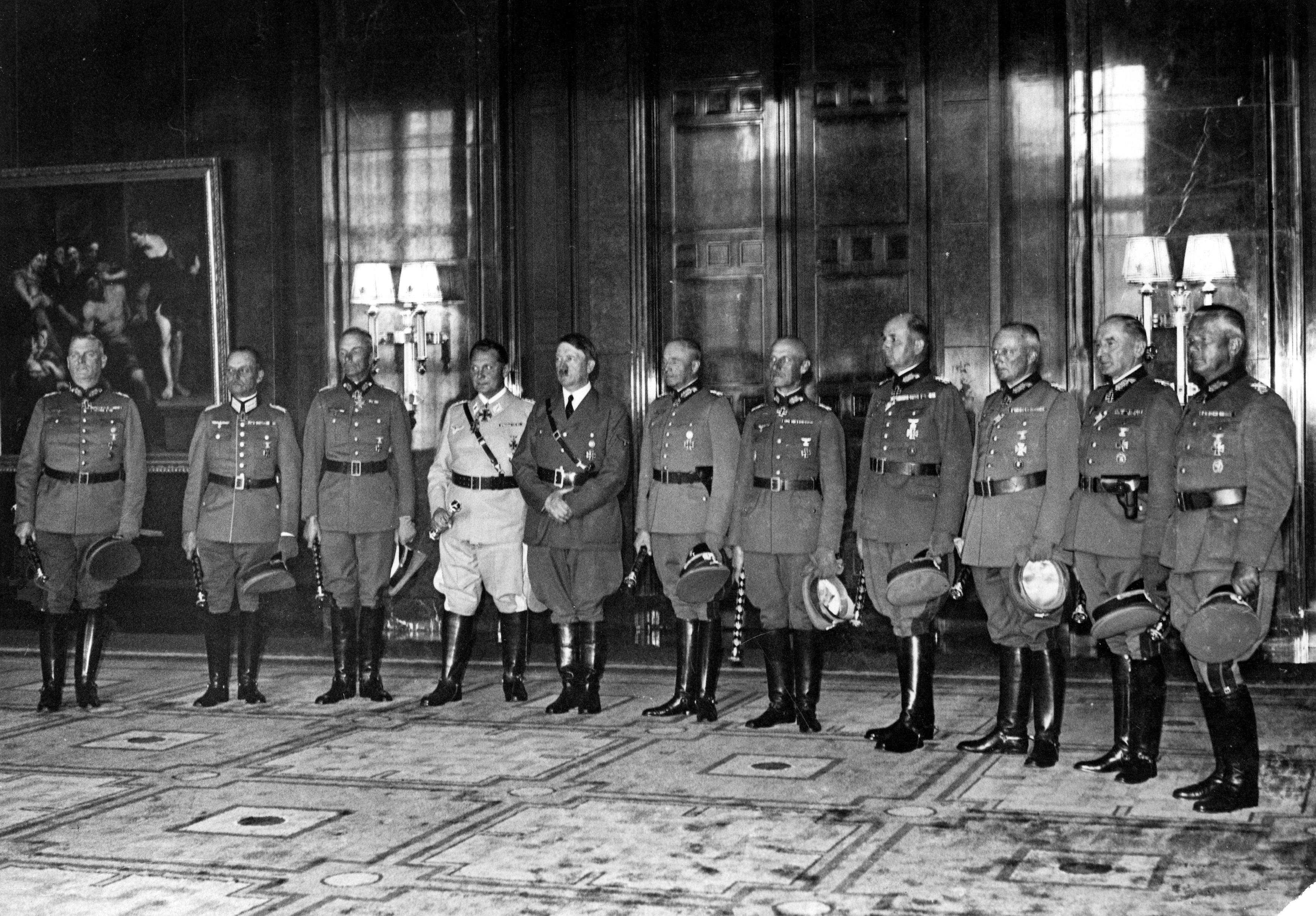
Wilhelm von Leeb junto con otros oficiales alemanes en la ceremonia de promoción de varios oficiales alemanes al rango de mariscal de campo

A principios de julio, el general Rudolf Schmundt, el ayudante de Hitler responsable del desembolso de los pagos secretos y extralegales del fondo conocido como «Konto 5», visitó el cuartel general del Grupo de Ejércitos Norte y le dijo al personal de Leeb que los pogromos y el asesinato de judíos por el  Einsatzgruppe A eran una «operación de limpieza necesaria» y que «los soldados no deberían preocuparse por asuntos políticos». Leeb recibió 250.000 marcos reales del fondo en septiembre de 1941 por su cumpleaños. En el mismo mes, Franz Walter Stahlecker, el comandante del Einsatzgruppe A, en un informe a Berlín elogió al Grupo de Ejércitos Norte por su cooperación ejemplar con sus hombres en el asesinato de judíos en los estados bálticos.

#### Avance sobre Leningrado
La resistencia soviética se endureció significativamente cuando el Grupo de Ejércitos Norte cruzó la frontera entre Letonia y Rusia a principios de julio de 1941. Al mismo tiempo, el Oberkommando des Heeres (OKH, Alto Mando del Ejército Alemán) ordenó que el 3.º Grupo Panzer ya no apoyara al Grupo de Ejércitos Norte y se centrara únicamente en brindar apoyo al Grupo de Ejércitos Centro, dejando que Leeb persiga sus objetivos —Nóvgorod, Pskov y Luga, así como Estonia— sin el apoyo de un grupo Panzer adicional. Leeb no protestó, presumiblemente porque creía en la superioridad de las fuerzas alemanas y que la resistencia del Ejército Rojo no afectaría sus operaciones. En contraste con estas expectativas, el terreno pantanoso alrededor del lago Ilmen y los feroces contraataques del Ejército Rojo impidieron un avance rápido.

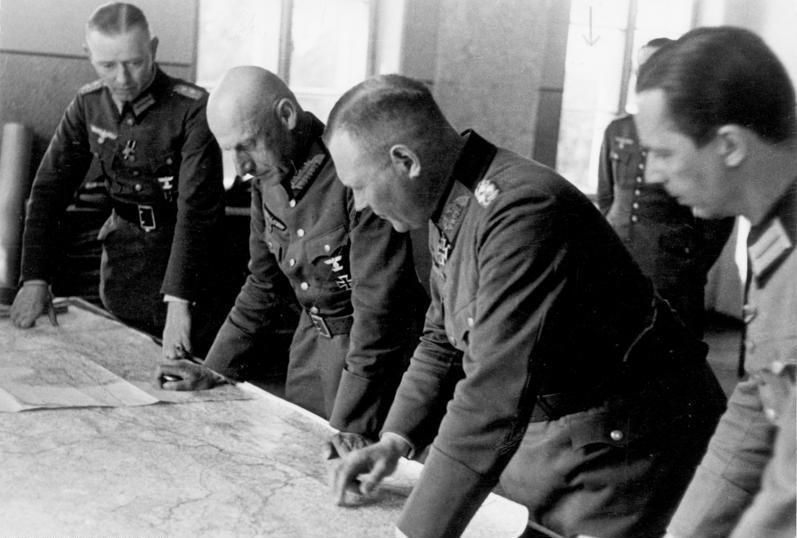
Von Leeb con Erich Hoepner en septiembre de 1941

A principios de agosto, el Grupo de Ejércitos Norte se había extendido demasiado, había avanzado en un frente cada vez más amplio y había dispersado sus fuerzas en varios ejes de avance. Leeb estimó que necesitaba treinta y cinco divisiones para todas sus tareas, mientras que solo tenía 26. El ataque se reanudó el 10 de agosto, pero inmediatamente encontró una fuerte oposición en torno a Luga. En otros lugares, las fuerzas de Leeb pudieron tomar Kingisepp y Narva el 17 de agosto. El grupo de ejércitos llegó a Chúdovo el 20 de agosto, cortando el enlace ferroviario entre Leningrado y Moscú. Tallin cayó el 28 de agosto. Después de que la Flota del Bático hubiera evacuado la ciudad a un alto coste (véase evacuación de Tallin).
Las unidades bajo el mando de Leeb se dedicaron al saqueo generalizado de alimentos y bienes a medida que avanzaban. El saqueo excesivo llevó a Leeb a emitir órdenes en un intento por limitar el saqueo y la destrucción de la propiedad porque impedirían la futura explotación de las tierras conquistadas. La orden de Leeb del 16 de agosto de 1941 decía que «las acciones insensatas de las tropas están imposibilitando el trabajo inicial de las autoridades económicas.» 
La última conexión ferroviaria a Leningrado se cortó el 30 de agosto, cuando las fuerzas alemanas llegaron al río Nevá. A principios de septiembre, Leeb confiaba en que Leningrado estaba a punto de caer. Habiendo recibido informes sobre la evacuación de civiles y bienes industriales, Leeb y el OKH creían que el Ejército Rojo se estaba preparando para abandonar la ciudad. En consecuencia, el 5 de septiembre recibió nuevas órdenes, incluida la destrucción de las fuerzas del Ejército Rojo alrededor de la ciudad. El 15 de septiembre, recibió nuevas órdenes para que transfiriera el 4.º Grupo Panzer al Grupo de Ejércitos Centro para que pudiera participar en la ofensiva a Moscú. La rendición de Leningrado no se materializó, aunque la ofensiva alemana aisló la ciudad el 8 de septiembre. Al carecer de la fuerza suficiente para las operaciones importantes, Leeb tuvo que aceptar que su grupo de ejércitos no podría tomar la ciudad, aunque los duros combates continuaron a lo largo de su frente durante octubre y noviembre.

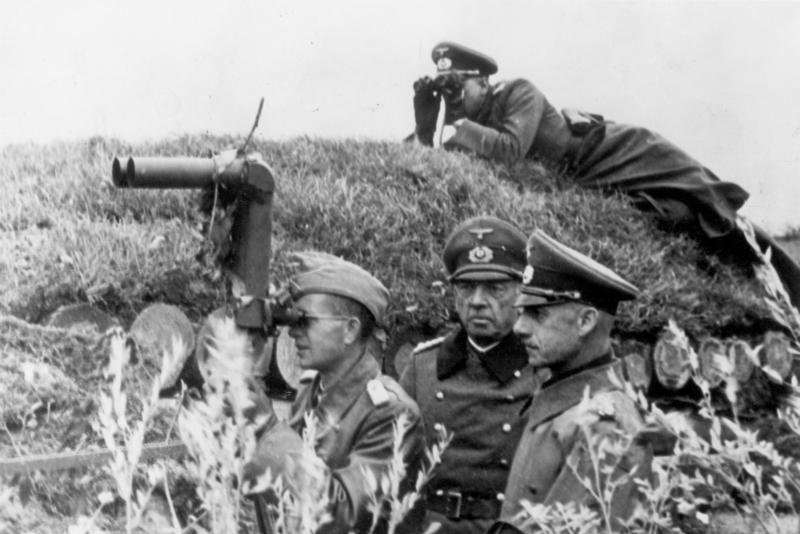
Wilhelm von Leeb y Georg von Küchler en un puesto de observación, 11 de octubre de 1941

Desde septiembre, el cuartel general del grupo de ejércitos y el OKH habían reflexionado sobre el destino de la ciudad y qué hacer con la población rusa hambrienta. Leeb ordenó a la artillería que disparara contra los civiles que intentaran escapar de la ciudad rodeada para que fueran asesinados fuera de la vista de la infantería de primera línea. A mediados de noviembre, el diario de guerra del grupo de ejércitos señaló que la artillería impedía que los civiles se acercaran a las líneas alemanas. Estas operaciones llevaron al comando a reflexionar sobre si disparar contra civiles desarmados conduciría a la «pérdida del equilibrio interior». Los oficiales superiores también estaban preocupados por la compasión «falsa» que podría afectar las cualidades de lucha de sus hombres. Las fuerzas bajo el mando de Leeb mataron a romaníes, entregaron a otros a las unidades del Sicherheitsdienst (SD) y participaron en el asesinato de personas con discapacidad mental. En diciembre de 1941, con el consentimiento expreso del comandante del 18.º Ejército, el general Georg von Küchler, el personal del SD disparó a 240 pacientes en un centro psiquiátrico.

#### Relevado del mando
Durante el invierno de 1942, en el curso de los salvajes combates provocados por la inesperada ofensiva soviética de Liubán, Leeb solicitó al OKH que se le permitiera  ordenar la retirada de su grupo de ejército a una línea más defendible al sur del lago Ilmen, mientras todavía le quedara espacio de maniobra o que se le relevara del mando. A lo que Hittler le contestó, que «Ponga en marcha todos los poderes del Estado Mayor General [...] y extirpe esa manía de maniobrar. El Heeresgruppe tiene una misión clara y es la de resistir. El alto mando asumirá todos los riesgos». Sin embargo, el 17 de enero, le reelevó del mando «por motivos de salud» y Georg von Küchler asumió el mando del Grupo de Ejércitos Norte.
Hitler nunca volvió a confiar en Leeb para un puesto de mando, aunque siempre contó con su gratitud. Después de que Leeb se uniera a la Führerreserve en 1942, se dirigió a Hans Heinrich Lammers, indicando que además de su finca en Waldfriedhof Solln, en las afueras de Múnich, quería una finca en el campo. Hitler le entregó rápidamente una finca en Seestetten, cerca de Passau; según Paul Giesler, el Gauleiter (líder regional del Partido Nazi), valía un mínimo estimado de 660.000 Reichsmarks.

## Juicio y condena

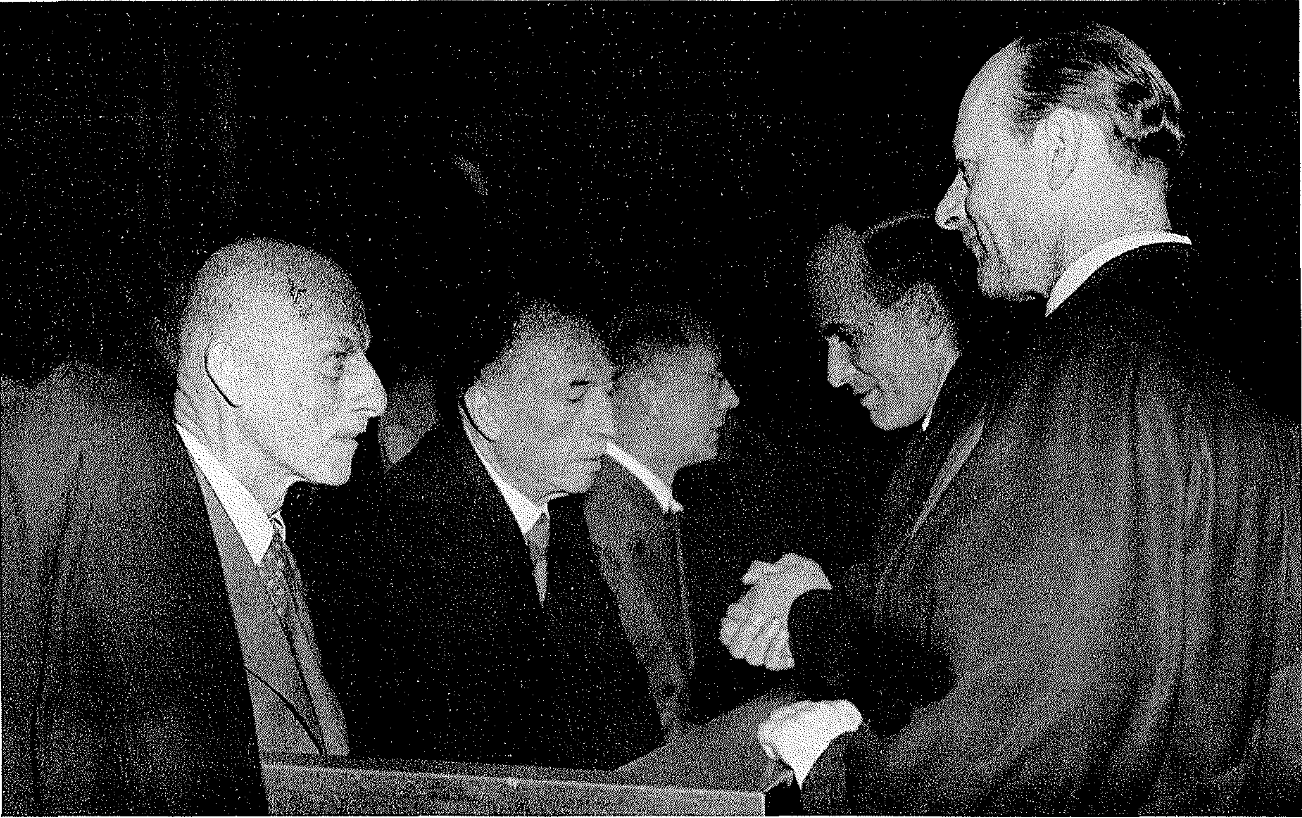
Leeb consulta a su abogado defensor durante un receso del juicio del Alto Mando

Wilhelm von Leeb fue juzgado por el tribunal militar de Estados Unidos en Núremberg en el Juicio del Alto Mando. El abogado defensor de Leeb, Hans Laternser, actuó como abogado defensor principal de facto, a menudo representando a otras partes en cuestiones de procedimiento. Defendió la «decencia» general del cuerpo de oficiales alemanes que, en la interpretación de Laternser, había mostrado respeto por las leyes de la guerra.
La defensa atribuyó las acciones del ejército alemán frente a civiles, rehenes y partisanos a las condiciones de batalla y la necesidad militar. Al abordar las órdenes que Leeb y otros acusados habían transmitido, Laternser afirmó que Leeb era un soldado humanitario que no había visto ni transmitido esas órdenes y no tenía la oportunidad de revocarlas. Afirmó que Leeb no sabía nada de las actividades de los Einsatzgruppen en su área de mando y no tenía jurisdicción para detenerlos, incluso si lo hubiera sabido.
Como el oficial de mayor rango de los procesados, Leeb presentó una declaración final en nombre de los acusados. Afirmó que los acusados nunca comprometieron sus principios militares y los presentó como víctimas de la historia, diciendo: «Ningún soldado en todo el mundo ha tenido que luchar jamás bajo tal carga y tragedia». Su declaración presagió la narrativa de victimización prevaleciente en Alemania Occidental en las décadas de 1950 y 1960 (véase mito de la Wehrmacht inocente).
Leeb fue declarado culpable de uno de los cuatro cargos; fue condenado por transmitir a las tropas bajo su mando el Decreto Barbarroja y por permitir su aplicación. Fue sentenciado a tiempo cumplido y puesto en libertad tras el juicio. La sentencia fue más leve que la de otros acusados condenados; la sentencia señaló que «no se ha introducido (como prueba) ninguna orden que lleve su firma o sello con su aprobación».
Después de que Leeb fuera liberado, regresó a su propiedad en Hohenschwangau en Baviera. Murió de un infarto en 1956 en Füssen y fue enterrado en Waldfriedhof Solln.

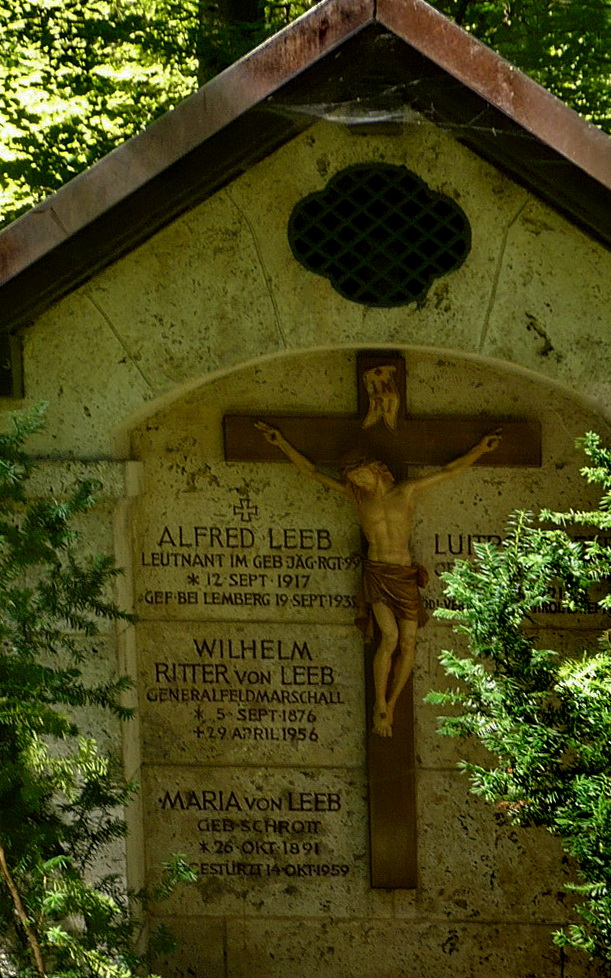
Tumba de Wilhelm von Leeb en Waldfriedhof Solln

## Condecoraciones
- Orden militar de Max Joseph[1]
- Orden al Mérito Militar (Baviera) 4.ª clase con espadas
- Medalla China (Otorgada por su servicio en la rebelión de los bóxers)
- Cruz Hanseática (versión Bremen)
- Cruz de Honor 1914-1918
- Premio al largo servicio (Wehrmacht) de 4.ª a 1.ª clase
- Medalla del Frente Oriental
- Cruz de Hierro de 2.ª clase (con cierre de 1939)
- Cruz de Hierro de 1.ª clase (con cierre de 1939)
- Cruz de Caballero de la Cruz de Hierro el 24 de junio de 1940 como Generaloberst y comandante en jefe del Grupo de Ejércitos C.[4]